# Zwierzyn (gmina)
Zwierzyn – gmina wiejska w Polsce położona w województwie lubuskim, w powiecie strzelecko-drezdeneckim. W latach 1975–1998 gmina administracyjnie należała do województwa gorzowskiego.
Siedziba gminy to Zwierzyn.
Według danych na pierwsze półrocze 2024 gminę zamieszkiwały 4120 osoby.

## Ochrona przyrody
Na obszarze gminy częściowo znajduje się rezerwat przyrody Buki Zdroiskie chroniący fragment lasu bukowego, porastający zbocza wąwozu rzeki Santoczna.

## Struktura powierzchni
Według danych z roku 2002 gmina Zwierzyn ma obszar 100,98 km², w tym:
- użytki rolne: 73%
- użytki leśne: 12%

Gmina stanowi 8,09% powierzchni powiatu.

## Demografia

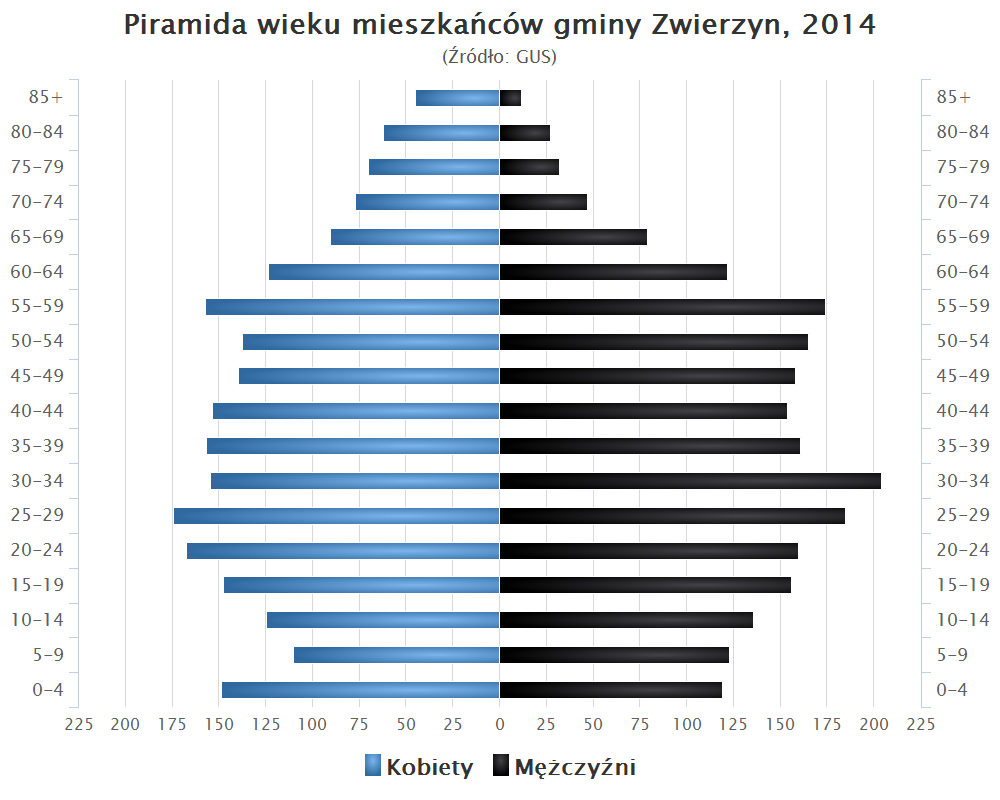
Piramida wieku mieszkańców gminy Zwierzyn w 2014 roku

Dane na pierwsze półrocze 2024:
| Opis                              | Ogółem | Ogółem | Kobiety | Kobiety | Mężczyźni | Mężczyźni |
| --------------------------------- | ------ | ------ | ------- | ------- | --------- | --------- |
| jednostka                         | osób   | %      | osób    | %       | osób      | %         |
| populacja                         | 4120   | 100    | 2053    | 49,83   | 2067      | 50,17     |
| gęstość zaludnienia (mieszk./km²) | 40,8   | 40,8   | 20,33   | 20,33   | 20,47     | 20,47     |

## Sołectwa
Błotno, Brzezinka, Gościmiec, Górecko, Górki Noteckie, Przysieka-Górczyna, Rzekcin, Sarbiewo, Zwierzyn (sołectwa: Zwierzyn I i Zwierzyn II), Żółwin.

## Pozostałe miejscowości
Owczarki, Pełczyna, Sierosławice, Zagaje.

## Sąsiednie gminy
Drezdenko, Santok, Stare Kurowo, Strzelce Krajeńskie